# Johan Davidsson
Johan Markus Davidsson (Jönköping, 6 gennaio 1976) è un ex hockeista su ghiaccio svedese.

## Palmarès

### Mondiali
- 3 medaglie:
  - 2 argenti (Finlandia 2003; Repubblica Ceca 2004)
  - 1 bronzo (Svezia 2002)